# 井原直樹
井原 直樹（イハラ ナオキ、1982年4月22日 - ）は、元陸上競技日本代表選手。専門は400メートルハードル。
北海道出身で中央大学卒業後は実業団のモンテローザで陸上を続けた。現在は中央大学陸上競技部の短距離コーチを務め、オリンピック選手を輩出している。
自身はリオデジャネイロオリンピックから正式種目になった7人制ラグビーに挑戦し、サムライセブンに所属している。
TBS番組SASUKEなどにも出演し、活動の輪を広げている。
| 記録 | 記録 | 記録 |
| ---- | ---- | ---- |